# Tolomeo di Telmesso
Tolomeo di Telmesso (in greco antico: Πτολεμαῖος Τελμησσοῦ?, Ptolemâios Telemessou; 299 a.C. – Telmesso, 240 a.C.) è stato un nobile macedone antico, figlio di Lisimaco e di Arsinoe II.

## Biografia
Tolomeo, chiamato successivamente dagli storici "Tolomeo di Telmesso" o "Tolomeo Epigone" per distinguerlo dai numerosi omonimi di quel periodo, nacque dal re di Tracia e Macedonia Lisimaco e dalla sua terza moglie, Arsinoe II, figlia di Tolomeo I re d'Egitto ed antico collega di Lisimaco come guardia del corpo di Alessandro Magno. Tolomeo aveva due fratelli minori, Lisimaco e Filippo, e diversi fratellastri, che il re di Tracia aveva avuto dalle mogli precedenti: Agatocle, Euridice, Arsinoe I ed Alessandro.
Alla notizia della disfatta di Corupedio e della morte del marito, Arsinoe II e i tre figli fuggirono in maniera rocambolesca da Efeso, dove si trovavano, in Macedonia, dove Arsinoe sposò il fratellastro Tolomeo Cerauno, salito sul trono di Lisimaco che era rimasto vacante con la morte del re. Cerauno venne però in contrasto con la moglie e i suoi figli e cercò di farli eliminare: Arsinoe e Tolomeo riuscirono di nuovo a fuggire, mentre Lisimaco e Filippo, i fratelli di Tolomeo, furono raggiunti dai sicari ed uccisi.
Arsinoe si rifugiò quindi in Egitto dal fratello Tolomeo II Filadelfo, nuovo re d'Egitto dal 283 a.C., che sposò dopo averlo convinto a ripudiare la precedente moglie Arsinoe I, che tra l'altro era la sua figliastra.
Dopo la morte di Cerauno (279 a.C.), ucciso dai Celti, il trono di Macedonia rimase di nuovo vacante, e Tolomeo cercò invano di riconquistarlo con l'aiuto di Monunio di Dardania, re degli Illiri. Quando Antigono Gonata vinse i Celti e si insediò stabilmente sul trono (277 a.C.), Tolomeo raggiunse la madre in Egitto, dove alcuni storici moderni lo hanno identificato con "Tolomeo il figlio", co-reggente del Filadelfo, mentre secondo altri storici questo personaggio non sarebbe il figlio di Arsinoe bensì un omonimo figlio del re.
Nel 258 a.C. il figlio di Arsinoe, nel frattempo deceduta (270 a.C.) venne inviato da Tolomeo II Filadelfo nella città licia di Telmesso, che era sotto il controllo del regno d'Egitto, e della quale successivamente (tra il 246 a.C. e il 241 a.C.) fu nominato sovrano da Tolomeo III.. Questa città costiera godeva, all'interno dell'impero tolemaico, di una certa autonomia, e Tolomeo di Telmesso vi fondò una dinastia di reggenti.

## Cronologia degli eventi
- 299 a.C. Tolomeo di Telmesso nasce da Arsinoe II, terza moglie di Lisimaco.
- 281 a.C. Dopo la morte del padre, Tolomeo fugge con la madre e i fratelli Lisimaco e Filippo da Efeso in Macedonia, da Tolomeo Cerauno.
- 280 a.C. Tolomeo fugge con la madre dalla Macedonia, mentre Tolomeo Cerauno fa uccidere i suoi fratelli, Lisimaco e Filippo.
- 279 a.C. Tolomeo Cerauno viene sconfitto ed ucciso dai Celti. Tolomeo cerca invano di riconquistare il regno che fu del padre.
- 277 a.C. Antigono Gonata vince i Celti e si insedia come re di Macedonia. Tolomeo torna in Egitto dalla madre, nel frattempo divenuta regina.
- 270 a.C. Morte di Arsinoe II.
- 258 a.C. Tolomeo viene inviato dal patrigno Tolomeo II Filadelfo a Telmesso, in Licia, dove diventa sovrano reggente della città.
- 240 a.C. Morte di Tolomeo di Telmesso.